# Lie Yukou
Cette page contient des caractères spéciaux ou non latins. S’ils s’affichent mal (▯, ?, etc.), consultez la page d’aide Unicode.
Lie Yukou (chinois : 列圄寇 ; pinyin : liè yŭkòu ou 列御寇 / 列禦寇, liè yùkòu), encore appelé Lie Zi ou Lie Tseu (列子, liè zǐ), est un sage de la période des Printemps et des Automnes ou des Royaumes combattants cité dans le Zhuangzi et les Annales de Lü, devenu un personnage important du taoïsme. La tradition lui attribue la rédaction du Lie Zi, recueil de fables philosophiques, l’un des trois grands classiques taoïstes. Néanmoins, beaucoup considèrent que l’ouvrage a été rédigé entre le IIe siècle av. J.-C. et le IIIe siècle ap. J.-C. La réalité de l’existence historique du personnage a elle-même été mise en doute.

## Lie Zi dans les textes
Selon le Zhuangzi, il était originaire de l’État de Zheng (1) où il vécut 40 ans caché et anonyme, avant d’émigrer dans l’État de Wei (2) lors d’une famine. Il serait mort à Zheng.
Dans le Zhuangzi et le Liezi, il est décrit comme un sage modèle de détachement, d’humilité et de simplicité, mais aussi comme un être ayant le pouvoir de chevaucher le vent et de s’élever dans les airs, comme les immortels, ou un mystique en communion avec la nature.
Dans les Annales de Lü, on dit de lui qu’il préconisait la vacuité xu (3), considérant que « l’esprit est comme un miroir qui ne va pas vers les choses et les reflète sans rien dissimuler, ainsi il surmonte les choses et n’est jamais blessé ». Néanmoins, il est aussi présenté comme un adepte de la correction zheng (4), sorte de dialectique proche du xingming (5). De fait, certains glosateurs l’ont considéré comme un adepte du courant Huanglao.
Il est présenté comme un disciple de Guan Yin, autre sage mentionné dans le Zhuangzi, les Annales de Lü et le Liezi, identifié par Sima Qian au gardien de la passe qui convainquit Lao Zi d’écrire le Dao De Jing avant de partir vers l’ouest. La tradition taoïste fera plus tard de Lie Zi un disciple de Lao Zi.
Hormis le Zhuangzi et le Liezi, il est mentionné dans les Histoires extraordinaires (6) de Zu Chongzhi (7), mathématicien des dynasties du Nord et du Sud, et l’Encyclopédie des immortels ayant obtenu le Dao au cours des siècles (dynastie Yuan) (8)
(1) 鄭 (2) 魏 (3) 虛 (4) 正 (5) 刑名 (6) Shuyiji 術異記 (7) 祖冲之 (8) Lishi zhenxian tidao tongjian 歷世真仙體道通鑒

## Divinisation
En 747, à l’ère Tianbao des Tang, il reçut de Xuanzong le titre d’Être transcendant de la simplicité et de la vacuité (1). En 1007, à l’ère Xuanhe des Song, son titre fut élevé: Seigneur transcendant de la simplicité et de la vacuité contemplateur du mystère (2).
(1) 沖虛真人 (2) 沖虛觀妙真君